# Tiszarád
Tiszarád là một thị trấn thuộc hạt Szabolcs-Szatmár-Bereg, Hungary. Thị trấn này có diện tích 9,23 km², dân số năm 2010 là 614 người, mật độ 67 người/km².